# Григорій Купріянович
Григо́рій Купріяно́вич (пол. Grzegorz Kuprianowicz; нар. 1 січня 1968, Люблін, Польща) — український історик, громадський діяч і публіцист у Польщі, голова Українського товариства в Любліні.
Активний учасник українського громадського руху з 1980-х років, організатор важливих культурних і наукових подій в Любліні та Холмі, автор книжок та статей, активіст мирянського руху Православної церкви у Польщі.

## Біографія
Народився 1 січня 1968 року в Любліні, Польща. За його власними словами, походить з давньої міщанської родини з Більська Підляського, проте з народження мешкає в Любліні. Закінчив університет Марії Кюрі-Склодовської у Любліні (1994), у якому з тих пір працює в Інституті історії. У 1998 році захистив кандидатську дисертацію «Українці на Холмщині та Південному Підляшші в міжвоєнному двадцятиріччі (1918—1939)». Член центральної управи (1985—1987), заступник голови Люблінсько-Холмської єпархії (1992—1994) Братства православної молоді в Польщі.
Член головної ради (1990–92), голова Люблінського відділення (1996—2000) Об'єднання українців у Польщі. Співзасновник і голова (від 1999) Українського товариства у Любліні, співзасновник і заступник голови (2004–08) Українського історичного товариства в Польщі. Співзасновник і секретар редакції (1991—1993), заступник головного редактора (1998) часопису «Над Бугом і Нарвою», видавець і головний редактор часопису «Холмський вісник» (1999—2002). У 2001 році став ініціатором спорудження пам'ятника поховання на православному цвинтарі в Любліні воякам Армії УНР.
У 2004—2006 роки був канцлером Європейського колегіуму польських і українських університетів.
Щороку в березні організовує вшанування жертв у Сагрині. У рамках своєї діяльності як історика досліджує тему знищення православних церков на Холмщині та Південному Підляшші у 1938 році. Був членом комітету захисту пам'яті боротьби та мучеництва при Інституті національної пам'яті у Любліні.
З 2017 року голова Товариства «Підляський науковий інститут». 7 березня 2018 року обраний співголовою Спільної комісії уряду від національних і етнічних меншин, у якій понад десять років є представником української меншини.

### Розслідування справи за скаргою воєводи Чарнека
8 липня 2018 року взяв участь у вшануванні пам'яті українців, загиблих під час різанини в селі Сагрині, зокрема серед інших виголосив промову. Після цього, 10 серпня, польською прокуратурою міста Замостя було розпочате розслідування за звинуваченням у приниженні польського народу після скарги Люблінського воєводи Пшемислава Чарнека. За даними польських засобів масової інформації цю справу порушили за 133 статтею Кримінального кодексу Польщі, яка передбачає три роки позбавлення волі, а також промова начебто порушує закон про Інститут національної пам'яті Польщі. Відповідно до кримінально-процесуального кодексу, розслідування справи повинно завершитися у тримісячний термін.
У його словах, на думку люблінського воєводи Пшемислава Чарнека, начебто міститься порівняння злочинів польських підпільників щодо українського населення Холмщини із протистоянням на Волині під час Другої світової війни, хоча насправді такого порівняння історик не робив. У своїй заяві воєвода назвав учасників вшанування «українськими націоналістами», а сам захід — «українською провокацією». Заяву воєводи Чарнека розкритикувала низка польських діячів, зокрема посол Сейму Польщі Міхал Камінський, журналіст Едвін Бендик, публіцист Павел Смоленський, публіцист Якуб Маймурек та інші. 17 серпня на відкриття кримінальної справи відреагувало Міністерство закордонних справ України, закликавши припинити кримінальне переслідування Купріяновича. Сам Григорій також спростовував звинувачення та висловив побоювання, що подібні дії польської влади погіршать становище українців у Польщі.
23 серпня 2018 року прокурор Інституту національної пам'яті Польщі відмовив у відкритті розслідування щодо Григорія Купріяновича за 55 статтею закону Інституту національної пам'яті, проте натомість передав заяву люблінського воєводи до районної прокуратури за можливе порушення статті 133 Кримінального кодексу (образа польської нації). 30 серпня Інститут національної пам'яті Польщі звільнив Григорія Купріяновича з Комітету із захисту боротьби і мучеництва Інституту. 23 жовтня допитаний у прокуратурі Замостя як свідок.
На підтримку історика зробила заяви низка українських діячів, зокрема Міністр закордонних справ України Павло Клімкін, посол України в Польщі Андрій Дещиця, президент Світового Конґресу Українців Євген Чолій, український історик Володимир В'ятрович, голова Львівської ОДА Олег Синютка, Науково-дослідний інститут українознавства МОН України та інші.
28 листопада 2018 року окружна прокуратура в Замості закрила слідство у справі промови Григорія Купріяновича.

## Нагороди
- Орден св. рівноапостольної Марії Магдалини ІІІ ступеня (1999)[9]
- Почесна грамота Європейського колегіуму польських і українських університетів (2006)[9]
- Орден «За заслуги» III ступеня (Україна, 2007)[4][2]
- Нагорода Президента міста Люблин за досягнення у сфері художньої творчості, популяризації та охорони культурної спадщини (2008)[9]
- Нагорода ім. князя Костянтина Острозького (2009)[9]
- Звання «Bene Meritus Terrae Lublinensi» (2011)[9]
- Бронзовий медаль «За довготривалу службу» (2011)[9]
- Відзначка Міністерства оборони України «Знак пошани» (2017)[9]
- Медаль 700-річчя міста Люблина (2018)[9]
- Медаль св. Максима Горлицького (2018)[9]
- Премія імені Івана Огієнка у номінації «Наука» (Україна, 2019)[23]
- Медаль мера Любліна (Польща, 2022)[24]

## Доробок

### Книги
- Купріянович Г., Рощенко М. Православна церква Преображення Господнього в Люблині. — Люблін : Люблинсько-Холмська православна єпархія, 1993. — 52 с. (пол.) (співавтор)[2][25]
- G. Kuprianowicz, K. Leśniewski. Monaster św. Onufrego w Jabłecznej. — Jabłeczna : Wydawnictwo Prawosławnej Diecezji Lubelsko-Chełmskiej, 1993. — 35 с. (пол.) (співавтор)[2][26]
- Григорій Купріянович. Прославлення Мучеників Холмських і Підляських. — Холм, 2003. — 48 с. (співавтор)[2][27]
- А Турковичами живе вся земля Холмська наша... : православна традиція Туркович / за редакцією Григорія Купріяновича. — Турковичі : Люблинсько-Холмська православна епархія, 2007. — 79 с. (укр.) (пол.)[28]
- А Турковичами живе вся земля Холмська наша... : православна традиція Туркович / за редакцією Григорія Купріяновича. — 2. — Турковичі : Люблинсько-Холмська православна епархія, 2007. — 92 с. (укр.) (пол.)[29]
- Григорій Купріянович. 1938: Акція руйнування православних церков на Холмщині і Південному Підляшші. — Холм : Люблинсько-Холмська православна єпархія, Українське Товариство в Люблині, 2008.[8][2][30]
- Piotr Kupryś – biografia, twórczość, recepcja, kontekst historyczny, pod red. Grzegorza Kuprianowicza, Kostomłoty 2016 (Chełmsko-Podlaskie Studia Historyczne, t. II), 225 ss.[9]
- Кліщелі, Підляшшя, Україна : ювілейний збірник на пошану доктора Миколи Рощенка у 75-річчя від дня народження / за редакцією Грігорія Купріяновича та Романа Висоцького. — Кліщелі, 2017. — 401 с. — ISBN 978-83-65428-03-5.[31]

### Інші публікації
- Український національний рух на Холмщини та Південному Підляшші в 1920 XX ст. [Текст]: збірник / Г. Купріянович.[32]
- Акція руйнування православних церков на Холмщині і Південному Підляшші в 1938 році — обставини, перебіг, наслідки: Науковий збірник Холм, 2009. (співавтор)[2]
- Купріянович Г. Роль православної церкви в українському суспільстві в поглядах митрополита Іларіона (Огієнка): постановка проблеми.[32]